# درویش پاشا
درویش پاشا 
(درویش پاشا بایزید آگیچ) متولد موستار در بوسنی و هرزگوین، اواسط قرن دهم هـ .ق در دوره سلطان سلیم دوم به دربار عثمانی راه یافت. شاگرد احمد سودی بوده است. از دیوانیان بلندمرتبه عثمانی مقتول به ۱۰۱۲ و اشعار فارسی دارد. در شهر موستار به دنیا آمد و در نزدیک بوداپست کشته شد. دور مهر او این بیت حک شده بود:
یارب کرم تو بحر مواج درویش و غنی به توست محتاج.
وی به دست سلطان احمد کشته شد.
در آخرین لحظات زندگی در محاصره، این بیت سعدی را خوانده است:
قضا دگر نشود گر هزار ناله و آه
ز روی شکر و شکایت برآید از دهنی